# Mia Knudsen
Mia Knudsen (født 27. december 2003 i Randers, Danmark) er en kvindelig dansk fodboldspiller, der spiller angreb for Romalt IF i Kvinde 1. division.

## Karriere
Hun har spillet for den randrusianske klub Romalt IF, i alle sine ungdomsår. Hun debuterede i foråret 2019, i en alder af blot 15 år, hvor hun var med til at sikre oprykning til landets anden bedste kvindelige række i kvindernes 1. division. Hun blev samtidig en bemærkeligsværdige spiller i den nyoprykkede klub. På trods af sin unge alder og mindre erfaring end mange andre spillere i 1. division formåede hun at blive topscorer med hele 15 scoringer i sæsonen 2019-20. Talentet har der aldrig været tvivl om, og allerede som 12-årig blev hun også udtaget til DBU's ungdomshold. Ikke bare i Romalt IF, kunne hendes store potentiale afspejles idet at flere klubber som Team Viborg og IF Lyseng Fodbold havde forsøgt at hente hende, dog uden held. Derefter kom der også flere tilbud efter hendes, da større klubber som AaB og FC Nordsjælland, også havde prøvet at hente til. Dog vil hun dog være til se i Romalt IF i sæsonen 2020-21.
Hun var desuden nomineret til Talentprisen ved Sportsfejring 2019 i Randers.